# Szelektor (folyóirat)
Szelektor – Temesváron 1932. május 15. – 1934. november 15. között Berényi Lajos szerkesztésében megjelent marxista tájékozódású félhavi folyóirat, alcíme szerint „társadalomtudományi és szociálpolitikai szemelvények a világsajtóból”. 

## Története
A lap kezdeményezője Jovanovics Dobrivoj, szerkesztője Berényi Lajos volt. Kapcsolatokat tartott fenn a Korunkkal, a budapesti Társadalmi Szemlével és a csehszlovákiai Az Úttal, közölte romániai magyar progresszív és marxista szerzők más folyóiratokból átvett cikkeit, tanulmányait. Munkatársai voltak többek között Biró Géza, Blaschka Béla, Erdélyi Viktor, Gaál Gábor (Bolyai Gábor álnéven), Herczka István, Kazár Jenő, Keleti Sándor, Kubán Endre, Méliusz József, Szabó Jenő, Szilágyi András és Szmuk Antal. Közölt Cseresnyés Sándortól, Illyés Gyulától, Lengyel Józseftől, Lukács Györgytől (Joó Ferenc álnéven), Peéry Rezsőtől.
Tartalma miatt terjesztését gyakran akadályozták, többször elkobozták, betiltották: 1933. január 15. – 1934. szeptember 1. között szünetelt; néhány száma, engedély nélkül, Universum címmel jelent meg. 1945 tavaszán Berényi Lajos megkísérelte újraindítását, de mindössze három számot tudott megjelentetni.